# Thirpu
Thirpu (nep. टोक्सेल) – gaun wikas samiti w zachodniej części Nepalu w strefie Karnali w dystrykcie Kalikot. Według nepalskiego spisu powszechnego z 2011 roku liczył on 702 gospodarstwa domowe i 4568 mieszkańców (2239 kobiet i 2329 mężczyzn).